# Ли Гоин (1963)
Ли Гоин (кит. 李国英, род. декабрь 1963, Юйсянь, Хэнань) — китайский государственный и политический деятель, министр водного хозяйства КНР с 28 февраля 2021 года.
Ранее губернатор провинции Аньхой (2016—2021), председатель Комитета водного хозяйства реки Хуанхэ (2001—2011), начальник управления водных ресурсов администрации провинции Хэйлунцзян (1999—2001).
Кандидат в члены ЦК КПК 18-го созыва, член Центрального комитета Компартии Китая 19 и 20-го созывов.

## Биография
Родился в декабре 1963 года в Юйсяне, провинция Хэнань.
В августе 1980 года поступил в Северо-китайский университет водного хозяйства и гидроэнергетики в Чжэнчжоу, по окончании в 1984 году получил диплом бакалавра по основной специальности. После университета принят на работу в Комитет водного хозяйства реки Хуанхэ Министерства водного хозяйства КНР, техник-геодезист отдела планирования. В августе 1988 года вступил в Коммунистическую партию Китая.
С мая 1991 года — заместитель начальника отдела, с августа следующего года начальник отдела комплексного планирования. В мае 1994 года получил должность помощника главного инженера министерства водного хозяйства КНР, с мая 1995 года — заместитель главного инженера министерства. В октябре того же года дополнительно назначен заместителем председателя Комитета водного хозяйства реки Хуанхэ, также вошёл в партбюро КПК Комитета. В сентябре 1998 года вступил в должность главного инженера министерства водного хозяйства КНР.
В мае 1999 года направлен начальником управления водных ресурсов в провинцию Хэйлунцзян, с августа того же года секретарь партбюро КПК управления по совместительству.
В мае 2001 года занял должности секретаря партотделения КПК и председателя Комитета водного хозяйства реки Хуанхэ профильного министерства в ранге заместителя министра. В марте 2011 года назначен заместителем министра водного хозяйства КНР, одновременно вошёл в состав партотделения КПК министерства.
В августе 2015 года направлен в провинцию Аньхой, первый по перечислению заместитель секретаря парткома КПК провинции, в следующем месяце назначен заместителем губернатора и временно исполняющим обязанности губернатора Аньхоя. 21 января 2017 года решением 4-го пленарного заседания 7-й сессии Собрания народных представителей провинции Аньхой 13-го созыва утверждён в должности губернатора. 24 февраля 2018 года избран делегатом Всекитайского собрания народных представителей 13-го созыва.
В феврале 2021 года возвращён в Пекин, где сменил ушедшего на пенсию Э Цзинпина на посту секретаря партбюро КПК министерства водного хозяйства. 28 февраля 2021 года на 26-й сессии Постоянного комитета Всекитайского собрания народных представителей 13-го созыва утверждён в должности министра водного хозяйства КНР.